# Mymensingh
Mymensingh je město v Bangladéši. Leží na přítoku řeky Brahmaputra zvaném Stará Brahmaputra asi 120 kilometrů severně od Dháky, hlavního města Bangladéše. Je hlavním městem Mymensinghské oblasti a jedním z nejvýznamnějších ekonomických i vzdělávacích středisek v severní části země. V roce 2022 zde žilo přibližně 577 tisíc obyvatel a šlo tak o 8. nejlidnatější bangladéšské město 
Město vzniklo v roce 1787, když jej založila Britská Východoindická společnost. Nachází se v nadmořské výšce pouhých 19 m n. m., ale přesto je nejvýše položeným ze všech nejlidnatějších bangladéšských měst. Nedaleko města leží indické město Tura. Město je významným vzdělávacím střediskem v zemi, přičemž asi 25 % zdravotních turistů přijíždějících do země míří právě do Mymensinghu. Ve městě panuje vlhké subtropické podnebí, přičemž klima ve městě je díky své poloze blíže k Himaláji a vyšší vzdálenosti od oceánu podstatně chladnější než klima v bangladéšských městech na pobřeží, typicky Dháky. Je nicméně rovněž ovlivněno monzuny. Přibližně 91 % obyvatel města vyznává islám, zbylých 9 % obyvatel jsou pak hinduisté. 